# N535 (België)
De N535 is een gewestweg in België tussen Houdeng-Gœgnies (N55) en La Louvière (N27). De weg heeft een lengte van ongeveer 6 kilometer.
De weg begint in Houdeng-Gœgnies bij de Kanaalbrug van Sart, een aquaduct over de rotonde van de N55/N535.
De gehele weg bestaat uit twee rijstroken voor beide rijrichtingen samen.